# Hyperoplus lanceolatus
Espèce
Synonymes
- Ammodytes lanceolatus Le Sauvage, 1824[1] [2]

Statut de conservation UICN

 LC  : Préoccupation mineure
Hyperoplus lanceolatus, communément appelé Lançon commun, est une espèce de poissons marins de la famille des Ammodytidae.

## Répartition
Le Lançon commun se rencontre dans le nord-est de l'Atlantique de la côte mourmane et de Spitzberg jusqu'au Portugal, y compris les côtes islandaises et une grande partie de la Baltique. Cette espèce vit à une profondeur comprise entre 6 et 30 m.

## Description
Le Lançon commun possède une tache noire devant l'œil et la mâchoire supérieure ne forme pas de trompe, même si elle peut légèrement pivoter vers l'avant. Sa taille maximale connue est de 400 mm.

## Étymologie
Son nom spécifique, du latin lanceolatus, « en forme de lance », lui a été donné en référence à son corps très allongé.

## Publication originale
- Le Sauvage, E., « Note sur une espèce nouvelle de genre Ammodyte », Bulletin des Sciences, par la Société Philomathique de Paris, Paris, 3e série, vol. 11,‎ 1824, p. 140-141.